# Hans Clausager
Hans Krogmoes Jensen Clausager (født 21. marts 1874 på Kjærgård i Sædding, død 30. marts 1948) var en dansk gårdejer, lærer og politiker, bror til Jens Clausager.
Han var søn af Anders Jensen Clausager og hustru, blev landbrugskandidat 1895 og var lærer først ved Dalum Landbrugsskole og fra 1899 til 1913 ved Ødum Landbrugsskole. Clausager var ejer af gården Præstmark i Ødum 1901-13, hvor han indsatte Jersey-køer i 1908, og ejer af Vestervang i Høng fra 1913 samtidig med, at han virkede som lærer ved Høng Landbrugsskole.
Han var konsulent for Fællesledelsen af Kvægavlsforeninger i Randers Amt 1905-09, forfatter til bøgerne Det jydske Kvægbrugs Historie (1905) og Jerseykvæg. Kvægavl og Kvægopdræt (Odense 1942) og formand for Danmarks Jerseyforening 1927-29 og fra 1942 til sin død 1948.
Clausager var desuden folketingsmand 1920-39 for Venstre, valgt i Nykøbingkredsen.
20. oktober 1899 ægtede han i Hanning Kirke Hansine Sørensen. Parret havde 3 børn.